# Jack Dearlove
Jack Gilroy Dearlove, född 5 juni 1911 i Fulham, död 11 juli 1967 i Bromley, var en brittisk roddare.
Dearlove blev olympisk silvermedaljör i åtta med styrman vid sommarspelen 1948 i London.